# Beautiful Trauma (bài hát của Pink)
"Beautiful Trauma" là một bài hát của ca sĩ, nhạc sĩ người Mĩ Pink. Cô đồng sáng tác bài hát với nhà sản xuất của nó, Jack Antonoff. Nó được phát hành bởi RCA Records vào ngày 28 tháng 9, 2017, như là đĩa đơn quảng bá đầu tiên từ album cùng tên (2017). Bài hát sau đó được gửi đến các đài phát thành hit đương đại ở Hoa Kỳ vào ngày 21 tháng 11, 2017 như là đĩa đơn thứ hai từ album.

## Phát hành
Cùng với việc thông báo bài hát trên Twitter, Pink cũng giải thích vì sao lại đặt tựa đề này cho album: "cuộc đời này thật đau đớn nhưng nó cũng lại đẹp đẻ vô cùng. Vẫn còn nhiều thứ tuyệt diệu và nhiều tâm hồn tốt đẹp trong đời." Bài hát được phát hành vào ngày 28 tháng 9, 2017, như là một đĩa đơn quảng bá từ album cùng tên (2017). Bài hát được gửi đến đài phát hành BBC Radio vào ngày 10 tháng 11, 2017 và sau đó trở thành đĩa đơn chính thức thứ hai từ album vào ngày 21 tháng 11, 2017.

## Sáng tác
"Beautiful Trauma" là một bài hát với thể loại pop rock. Về phần lời, "Beautiful Trauma" miêu tả việc yêu một người mà mình biết là không tốt cho bản thân và cùng với người đó trải qua những thăng trầm trong mối quan hệ.

## Video âm nhạc
Vào ngày 21 tháng 11, 2017, một video âm nhạc cho bài hát đã được phát hành, trong đó có sự xuất hiện của diễn viên, vũ công Channing Tatum. Nó được đạo diễn bởi Nick Florez và được biên đạo bởi RJ Durell.

## Biểu diễn trực tiếp
Pink biểu diễn bài hát tại chương trình Saturday Night Live vào ngày 14 tháng 10, 2017 cùng với What About Us. Cô cũng biểu diễn nó tại chương trình Good Morning America. Vào ngày 19 tháng 11, 2017, Pink biểu diễn "Beautiful Trauma" tại Lễ trao giải Âm nhạc Mỹ trong khi được treo bằng một sợi dây cao của một tòa nhà cao tầng. Pink cũng biểu diễn bài hát tại chương trình Nhân tố bí ẩn Anh vào ngày 3 tháng 12, 2017 cùng với What About Us.

## Xếp hạng
| Bảng xếp hạng (2017–18)                         | Vị trí cao nhất |
| ----------------------------------------------- | --------------- |
| Úc (ARIA)                                       | 25              |
| Áo (Ö3 Austria Top 40)                          | 45              |
| Bỉ (Ultratop 50 Flanders)                       | 30              |
| Bỉ (Ultratop 50 Wallonia)                       | 42              |
| Canada (Canadian Hot 100)                       | 51              |
| Canada AC (Billboard)                           | 1               |
| Canada CHR/Top 40 (Billboard)                   | 32              |
| Canada Hot AC (Billboard)                       | 1               |
| Cộng hòa Séc (Rádio Top 100)                    | 3               |
| Đan Mạch Airplay (Tracklisten)                  | 1               |
| Pháp (SNEP)                                     | 25              |
| Guatemala (Monitor Latino Anglo)                | 10              |
| Trường songid là BẮT BUỘC CHO BẢNG XẾP HẠNG ĐỨC | 80              |
| Germany (Airplay Chart)                         | 1               |
| Hungary (Rádiós Top 40)                         | 6               |
| Ireland (IRMA)                                  | 80              |
| Israel (Media Forest TV Airplay)                | 1               |
| Latvia (Latvijas Top 40)                        | 14              |
| Mexico (Monitor Latino Anglo)                   | 18              |
| Hà Lan (Dutch Top 40)                           | 14              |
| Hà Lan (Single Top 100)                         | 99              |
| New Zealand Heatseeker (RMNZ)                   | 1               |
| Philippines (Philippine Hot 100)                | 40              |
| Ba Lan (Polish Airplay Top 100)                 | 1               |
| Scotland (OCC)                                  | 4               |
| Slovakia (Rádio Top 100)                        | 3               |
| Slovenia (SloTop50)                             | 16              |
| Tây Ban Nha (PROMUSICAE)                        | 33              |
| Thụy Sĩ (Schweizer Hitparade)                   | 46              |
| Anh Quốc (OCC)                                  | 25              |
| Hoa Kỳ Billboard Hot 100                        | 78              |
| Hoa Kỳ Adult Contemporary (Billboard)           | 15              |
| Hoa Kỳ Adult Pop Airplay (Billboard)            | 4               |
| Hoa Kỳ Dance Club Songs (Billboard)             | 1               |
| Hoa Kỳ Pop Airplay (Billboard)                  | 26              |